# Катбад
Катбад (ˈkaθvað, Cathbad) — друид, бывший воин, служивший, согласно легендам уладского цикла, при дворе Конхобара, сына Несс, короля уладов, правившего в Эмайн Махе. Упоминается в сагах о Дейрдре (предсказывает её красоту и то, что она принесёт горе уладам), Кухулине (семилетний Кухулин слышит, что Катбад предсказывает великую славу и короткую жизнь тому, кто впервые возьмёт в этот день оружие, и сразу просит его у Конхобара); предсказывает своей жене Несс, когда у неё начались роды, что, если ей удастся родить на следующий день после начала схваток, то она родит великого короля Улада (по разным версиям легенды, родившийся таким образом Конхобар или является сыном самого Катбада, или же сыном любовника Несс короля Фахтна Фатаха, или же Конхобар был зачат, когда Катбад, мучимый жаждой, послал Несс за водой, и заставил её саму выпить воду с двумя зачёрпнутыми в темноте червяками).